# 竹下明希
竹下 明希（たけした あき、1990年1月8日 - ）は、日本のモデル、女優。
愛知県安城市出身。スターネモデルエージェンシー所属。

## 来歴
- 中学校3年の頃に、友人とオーディションに応募。オーディション会場に向かう途中でソニーミュージックからスカウトを受け、女優としての活動をスタート。
- 19歳の頃にフリーモデルとなり愛知を拠点として活動。2009年8月には安城七夕まつりで「安城七夕親善大使」を務める[1]。
- 20歳の頃に上京し、活動の拠点を東京に移す。フリーのモデル活動を経てスターネモデルエージェンシーに所属し[2]、現在に至る。

## 人物・エピソード
- 趣味は料理で、得意料理は家庭料理。好きなものは、ディズニー、ONE PIECE。
- 人望が厚く、モデルをはじめ様々な業界に交友関係がある。
- 4歳下の弟がいる[3]。

## 出演

### 雑誌
- 名古屋美少女図鑑（2009年7月 - 、フリーペーパー）
- CanCam（2010年9月 - 、小学館） - 読者モデル
- NAQED.Q（2011年3月 - 、フリーペーパー） - 専属モデル[4]
- steady（2012年11月 - 、宝島社） - 読者モデル
- ミスhanaガール2014（2012年8月 - 、hanaガール） - エントリーモデル[5]
- その他、各ヘアカタログ誌に出演。（InRed、ar、sweet、Rayなど）

### テレビ番組
- 週刊 赤川次郎（2007年7月、テレビ東京） - 女子高生探偵 役[6]
- なるほどプレゼンター!花咲かタイムズ（2009年7月、CBC）
- イッポウ（2009年7月、CBC）
- 情報フレッシュ便 さらさらサラダ（2009年7月、NHK名古屋）
- イチハチ（2010年11月、MBS） - アシスタント 役
- その顔が見てみたい（2010年12月、フジテレビ）
- 名美女（2010年12月、東海テレビ） - ディズニーnaviレポーター 役[7]

### テレビCM
- 丸栄（2011年4月）
- サークルKサンクス（2011年8月）
- brother（2011年9月）
- アルペン（2011年11月）[8]
  - アルペン・スポーツデポ (2013年11月）
  - ウイングヒルズ （2014年11月）[9]

### 舞台
- 夏の夜の夢（2008年12月）[10]
- テネシーワルツ（2012年2月）[11]

### ショー
- 東京ガールズコレクション（2011年2月）- in 名古屋
- NAQED.Q ファッションナイト（2011年）
- ツインテールファッションショー（2012年9月）
- kakimoto arms ヘアショー（2013年7月）

## 出展
1. 1 2 3  「第56回安城七夕まつり・安城七夕親善大使決まる!!」（PDF）『あんじょう商工会議所会報』、安城商工会議所、愛知県安城市、2009年6月、2頁、2014年3月8日閲覧。
2. 1 2  竹下明希 (2013年11月5日). “リニューアル”.   オフィシャルブログ「あきんこありんこ」. 2014年3月8日閲覧。
3. ↑  竹下明希 (2012年4月10日). “保育士さん”.   オフィシャルブログ「あきんこありんこ」. 2014年3月8日閲覧。
4. ↑  “竹下明希”. PROFILE & INTERVIEW.   NAQED.Q. 2014年3月8日閲覧。
5. ↑  “竹下明希”. ミスhanaガール2014｜プロフィール一覧.   hanaガール事務局. 2014年3月8日閲覧。
6. ↑  “週刊 赤川次郎”. ドラマ.  テレビドラマデータベース. 2014年3月8日閲覧。
7. ↑  “竹下明希”. 名美女.   東海テレビ放送 (2011年5月20日). 2014年3月8日閲覧。
8. ↑  “アルペン・スポーツデポのテレビＣＭ オンエア中！”. トピックス.   アルペン (2012年12月14日). 2014年3月8日閲覧。
9. ↑  “ウイングヒルズへ行こう よ！”. ウィングヒルズ公式サイト. (2014年11月10日) 2014年11月14日閲覧。
10. ↑  “夏の夜の夢”. 過去の公演.   劇団たいしゅう小説家. 2014年3月8日閲覧。
11. ↑  “「女優として命かける」。椿姫彩菜が舞台『テネシーワルツ』で初主演に意気込み語る。”. エンタがビタミン.   Techinsight (2012年2月). 2014年3月8日閲覧。